# Авей (футбольный клуб)
«Авей» Акстафа (азерб. «Avey» Aqstafa Futbol Klubu) — советский и азербайджанский футбольный клуб. Был основан в 1989 году.

## История

### Советский период
Клуб был создан в 1989 году под названием «Авей» Акстафа. В 1991 году дебютировал в чемпионате СССР в 3-й республиканской зоне Второй низшей лиги, заняв итоговое 9-е место, набрав 40 очков в 38 встречах.

### Новая история
В 1992 году после провозглашения независимости и начала проведения первого национального чемпионата клуб выступал в Высшей лиге Азербайджана, заняв 13-е место среди 26 команд. В сезоне 1993 года ухудшил свой результат, заняв 17-е место и опустившись тем самым в Первую лигу.

## Статистика

### Чемпионат Азербайджана
| Сезон   | Дивизион                | М    | Игр | Поб | Нич | Пор | М     | О  |
| ------- | ----------------------- | ---- | --- | --- | --- | --- | ----- | -- |
| 1992    | Высшая лига             | 13-е | 38  | 20  | 2   | 16  | 49-54 | 42 |
| 1993    | Высшая лига, группа «A» | 17-е | 18  | 3   | 5   | 10  | 11-26 | 11 |
| 1993/94 | Первая лига             | 8-е  | 18  | 4   | 2   | 12  | 26-49 | 10 |

### Кубок Азербайджана
| Сезон   | Этап        |
| ------- | ----------- |
| 1993    | 1/8 финала  |
| 1993/94 | 1/32 финала |

## Бывшие футболисты
Список игроков клуба с 1992 по 1994 года.
| - Алиев Асиф - Аскеров Вели - Аскеров Эльман - Афандиев Бахруз - Бабаев Эльдар - Гаджиев Гошгар - Гаджиев Ильгам |  | - Гаджиев Ильгар - Гаджиев Ильхам - Гулиев Араз - Гурбанов Вугар - Делекторски Михаил - Зейналов Эльнур - Ибрагимов Я. |  | - Исмайлов А. - Казымов Саадат - Казымов Шадат - Керимов Намик - Керимов Ш. - Курбанов Вигар - Мадатов Ульфат |  | - Мамедов Аллахгулу - Мамедов Ариф - Мамедов Наиль - Мамедов Шакир - Манафов Видади - Махмудов Н. - Мехдиев Анар |  | - Садыгов Эльшан - Тагиев Салех - Шахнияров Эльхан - Шихиев Магомед - Эйюбов Парвиз - Эфендиев Бахруз - Якубалиев Магсад |